# Perizoma saanichata
Perizoma saanichata là một loài bướm đêm trong họ Geometridae.